# Echinodorus uruguayensis
Echinodorus uruguayensis är en svaltingväxtart som beskrevs av José Arechavaleta. Echinodorus uruguayensis ingår i släktet Echinodorus och familjen svaltingväxter. Inga underarter finns listade.